# The Flintstones i Viva Rock Vegas
The Flintstones i Viva Rock Vegas (en: The Flintstones in Viva Rock Vegas)  er en animeret spillefilm fra 2000.

## Handling
Tekst mangler, hjælp os med at skrive teksten